# Callidula versicolor
Callidula versicolor es una polilla de la familia Callidulidae. Se encuentra en Nueva Guinea.